# Volkswagen Group Rus
Koordinaten: 54° 34′ 18,71″ N, 36° 21′ 39,46″ O
Die OOO Volkswagen Group Rus ist ein am 29. Mai 2006 gegründetes Tochterunternehmen der Volkswagen AG mit Sitz in Kaluga, Russland, rund 170 Kilometer südwestlich von Moskau.
Die Volkswagen AG investierte seit der Inbetriebnahme im Jahr 2007 mehr als eine Milliarde Euro in den Standort.
Am 24. Februar 2022 begannen russische Streitkräfte auf Befehl von Staatspräsident Putin den Überfall auf die Ukraine. VW stellte (wie auch viele andere westliche Unternehmen) im März 2022 die Produktion ein. In der Folge übernahm AGR Group Automotive das Werk. Seit Februar 2025 baut dieser Hersteller unter der Marke Tenet wieder Fahrzeuge in Kaluga. Das erste Produkt basiert dabei auf dem chinesischen SUV Chery Tiggo 7 Plus.

## Unternehmenstätigkeit
Das Unternehmen agierte als offizieller Importeur für die Fahrzeuge aus Produktion des VW-Konzerns und startete am 28. November 2007 eine eigene Semi-Knocked-Down-Fertigung des Škoda Octavia und des VW Passat. Im April 2008 kam der Volkswagen Jetta hinzu; gefolgt vom Polo im Juni 2010. Die Limousine des VW Polo wurde unter anderem in der Ausführung des Fahrwerks und der Verwendung hartnäckiger Lacke speziell auf die Anforderungen in Russland angepasst; dies war die erste Anpassung eines Volkswagen-Modells an den russischen Markt.
Seit August 2008 wurde im Werk auch der VW Tiguan zusammengebaut. Im September 2010 kamen auch der Touareg, der Multivan und das Freizeitfahrzeug VW California hinzu.
2021 wurden insgesamt rund 118.000 Fahrzeuge zusammengebaut. Am 3. März 2022, acht Tage nach dem Beginn des russischen Überfalls auf die Ukraine, beschloss der Vorstand der Volkswagen AG, die Montagewerke in Kaluga und in Nischni Nowgorod zu schließen. Bis März 2023 war das Werk in Kaluga noch nicht verkauft.

## Bau und Eröffnung des Werks

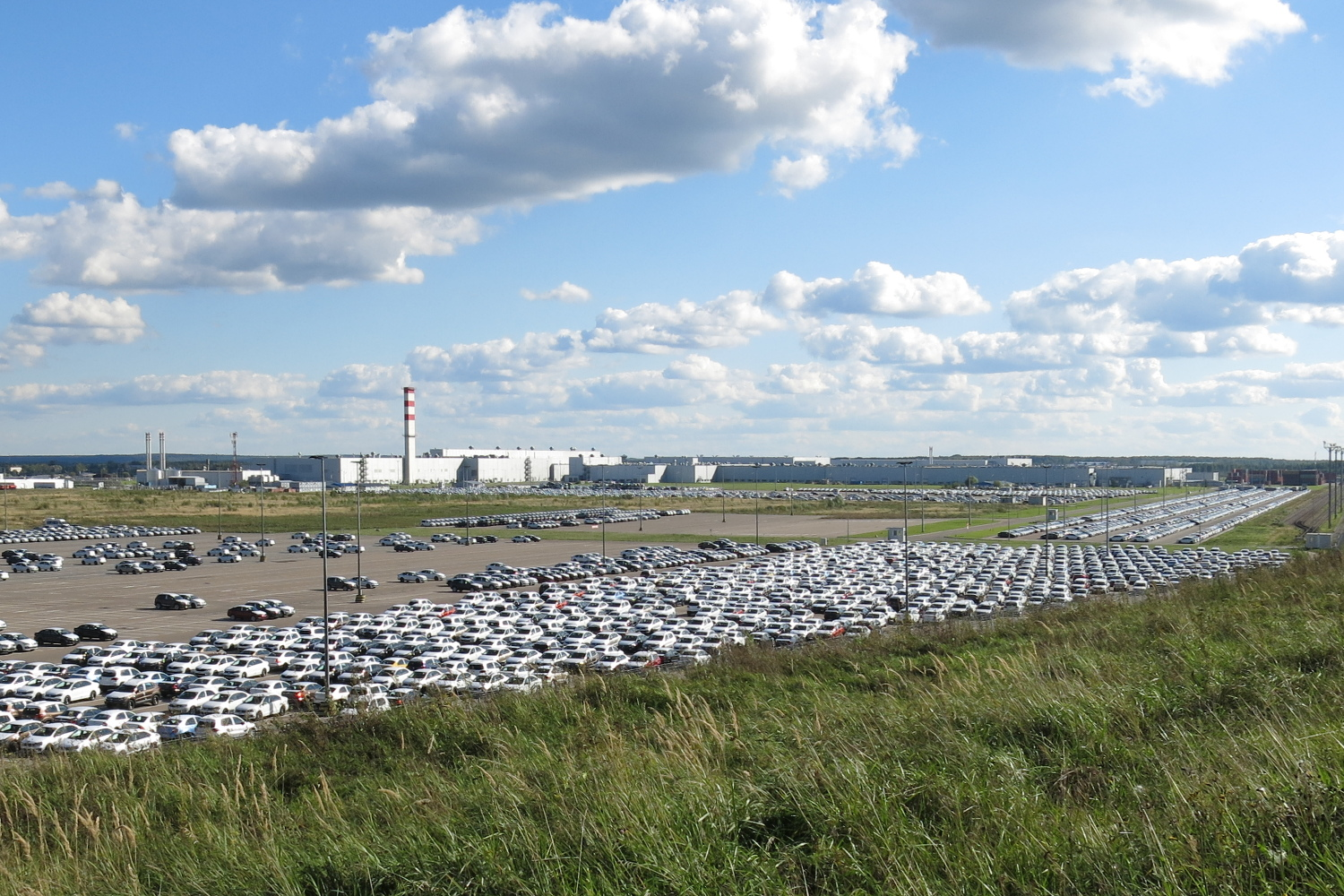
Volkswagen Group RUS Werk in Kaluga

Die Entscheidung für den Bau des Werkes wurde von der Konzernleitung am 26. Mai 2006 getroffen. Zur Wahl des Standortes standen über 70 Alternativen zur Auswahl; man entschied sich schließlich für Kaluga. Zur Werkseröffnung anwesend waren der stellvertretende Premierminister der Russischen Föderation, Sergei Naryschkin, und der damalige Vorstandsvorsitzende der Volkswagen AG, Martin Winterkorn. Im Werk beschäftigt wurden 3000 Arbeitnehmer, die jährlich bis zu 150.000 Fahrzeuge zusammenbauten.
Im ersten Jahr lag die Produktion bei 20.000 Einheiten, da der Bau des Werkes noch nicht vollständig beendet war. So fehlten damals noch die Lackiererei; deren Fertigstellung erfolgte erst Anfang 2009. Für den Bau des Produktionsstandortes investierte VW rund 500 Millionen Euro.
Nach dem Produktionsstopp von Automobilen bei GAZ unterschrieb Winterkorn am 14. Juni 2011 einen Übernahmevertrag, um eine Montagehalle in Nischni Nowgorod zu übernehmen. Mit dem Auslaufen des GAZ Wolga Siber sollte die Montage dort beginnen und die Montagekapazität in Russland auf bis zu 360.000 Fahrzeuge pro Jahr steigern. Dieser Plan wurde im Beisein von Ministerpräsident Wladimir Putin erörtert und genehmigt. Im Jahr 2012 wurden 316.000 Fahrzeuge montiert.

## Unternehmensstruktur
Die Gruppe ist ein Mutterunternehmen der Audi-Mission Russia, Škoda Group Russia, Volkswagen Russia, Scania Russia und Volkswagen Nutzfahrzeuge Russia. Den größten Absatz machte die VW Group Rus mit dem Teileverkauf und Autos. Der Sitz des Zulieferers ist im Moskauer Gebiet Jugo-Sapadnaja.
Die Unternehmensleitung bekleiden Martin Jahn, der Leiter des Group Service RUS, Jan Bures, der Audi-Markenchef Till Brauner, der Volkswagen-Markenchef Frank Wittemann sowie die Chefs von Škoda und Volkswagen Nutzfahrzeuge.

## Trivia
Innerhalb der Fahrzeug-Identifikationsnummer nutzt das Werk den Weltherstellercode XW8 sowie den Werkscode K an der elften Position.
Die Volkswagen Group Rus war offizieller Partner der Olympischen Winterspiele 2014 in Sotschi und stellte hierfür über 3.000 Fahrzeuge zur Verfügung.

## Modellübersicht

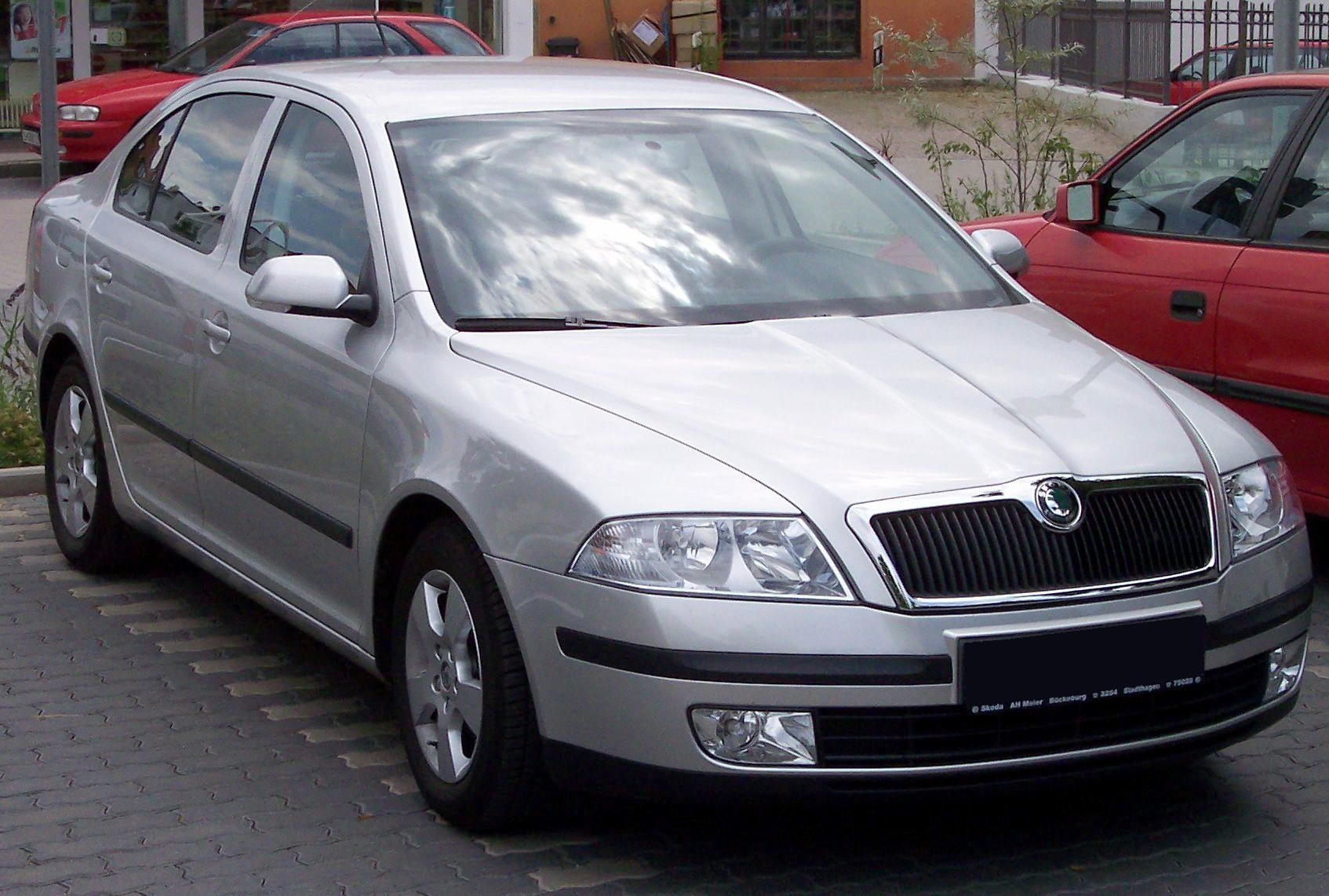
Škoda Octavia 11/2007 bis 4/2010
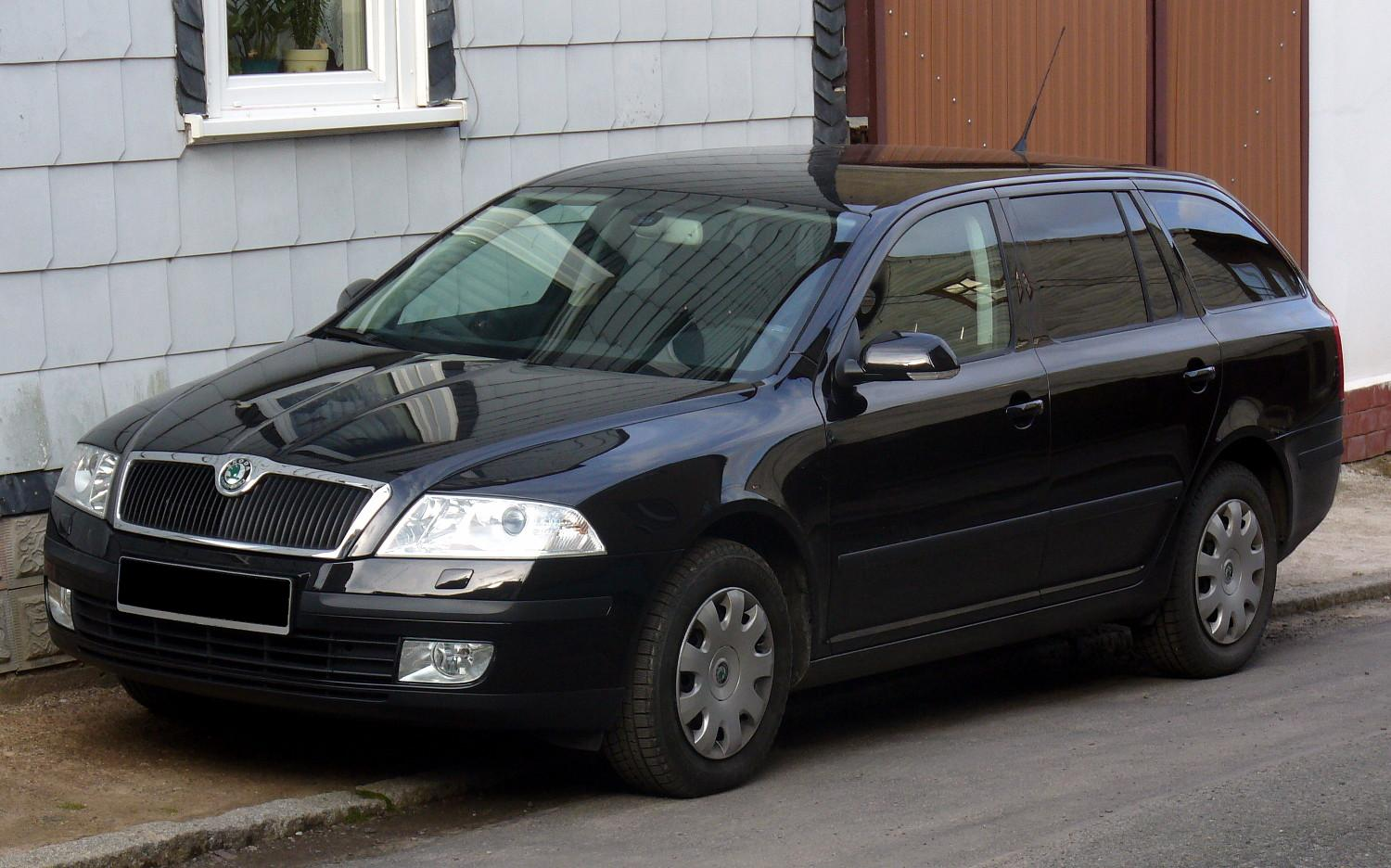
Škoda Octavia Combi 11/2007 bis 4/2010
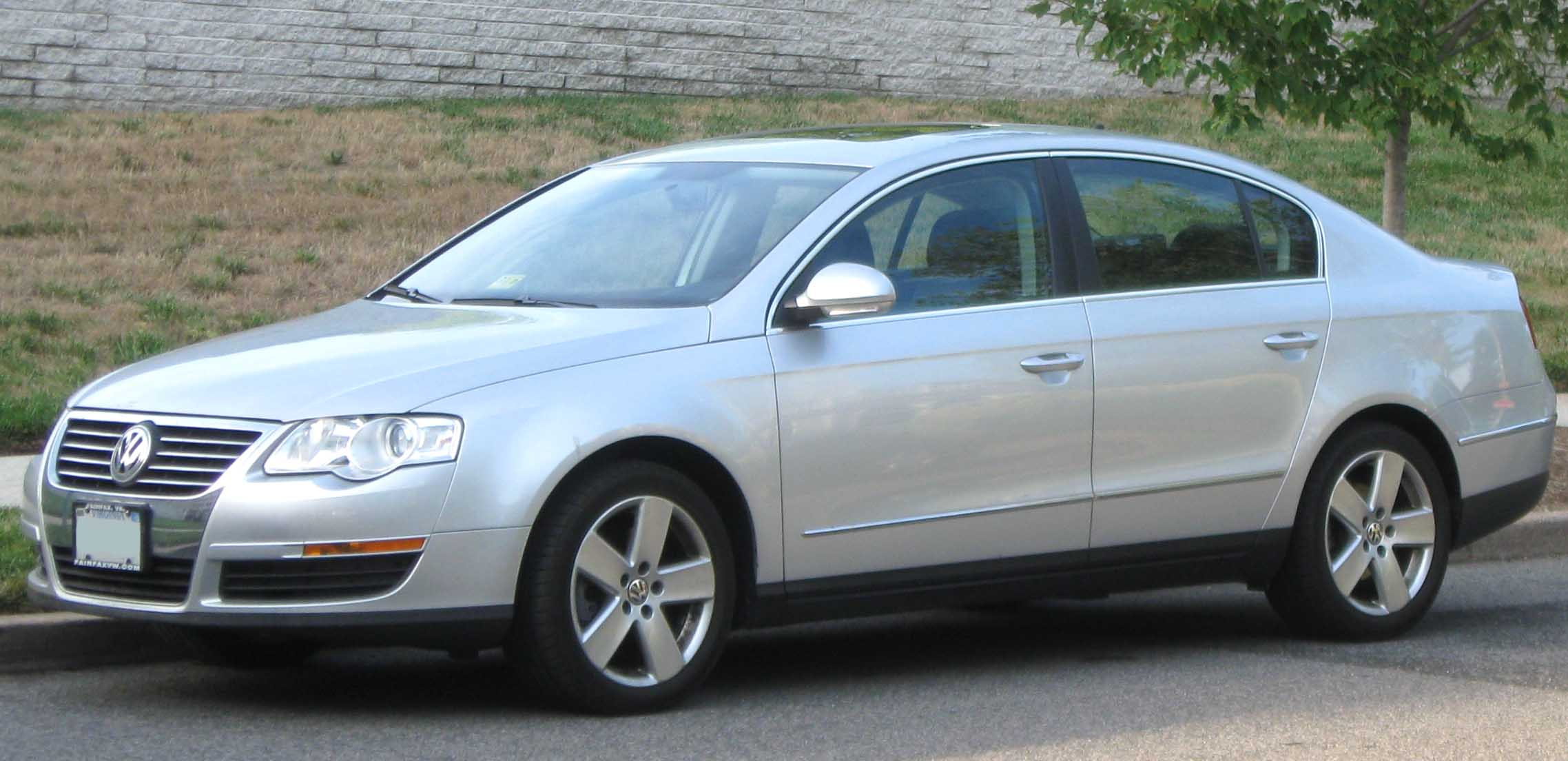
Volkswagen Passat seit 11/2007
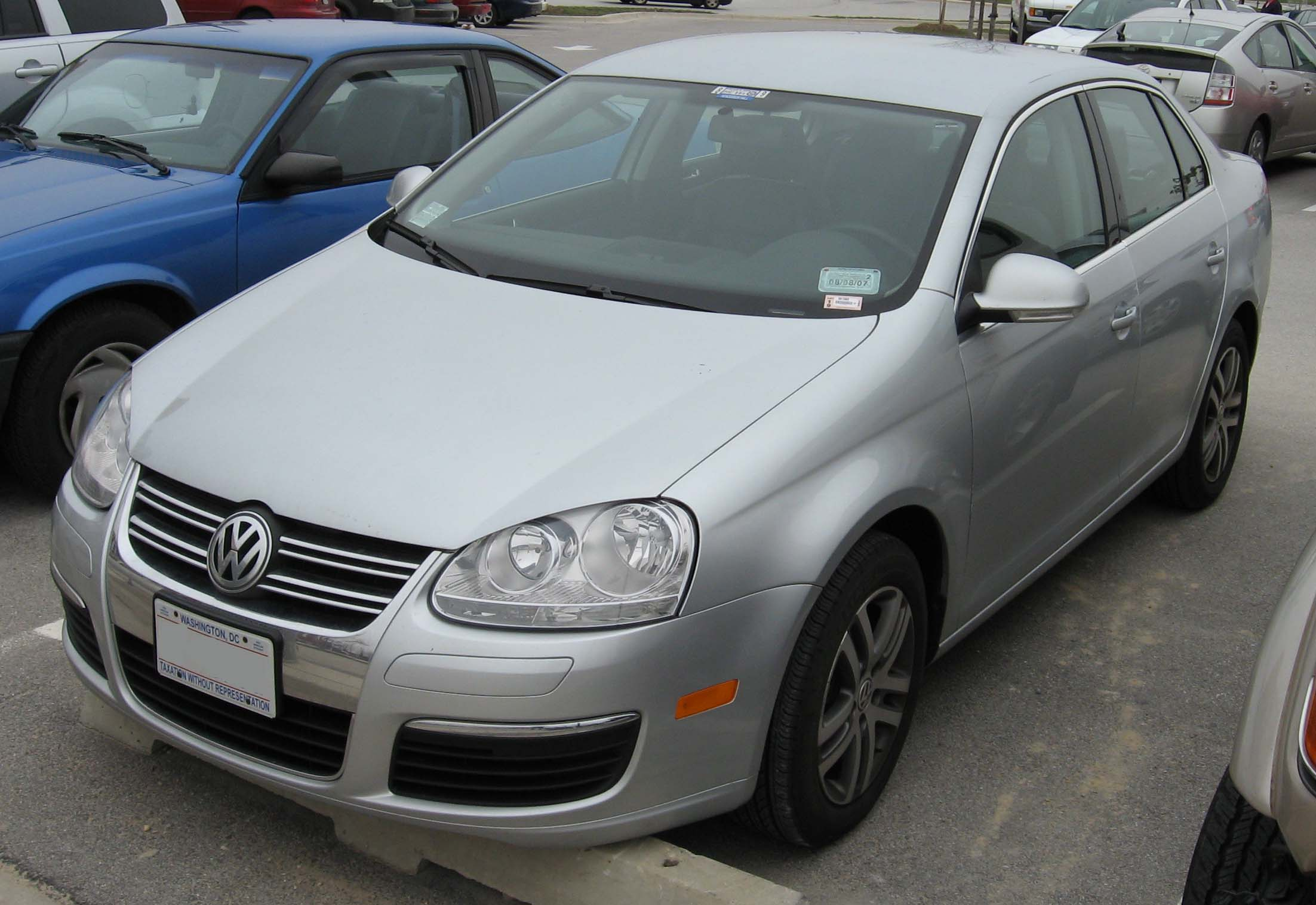
Volkswagen Jetta seit 4/2008
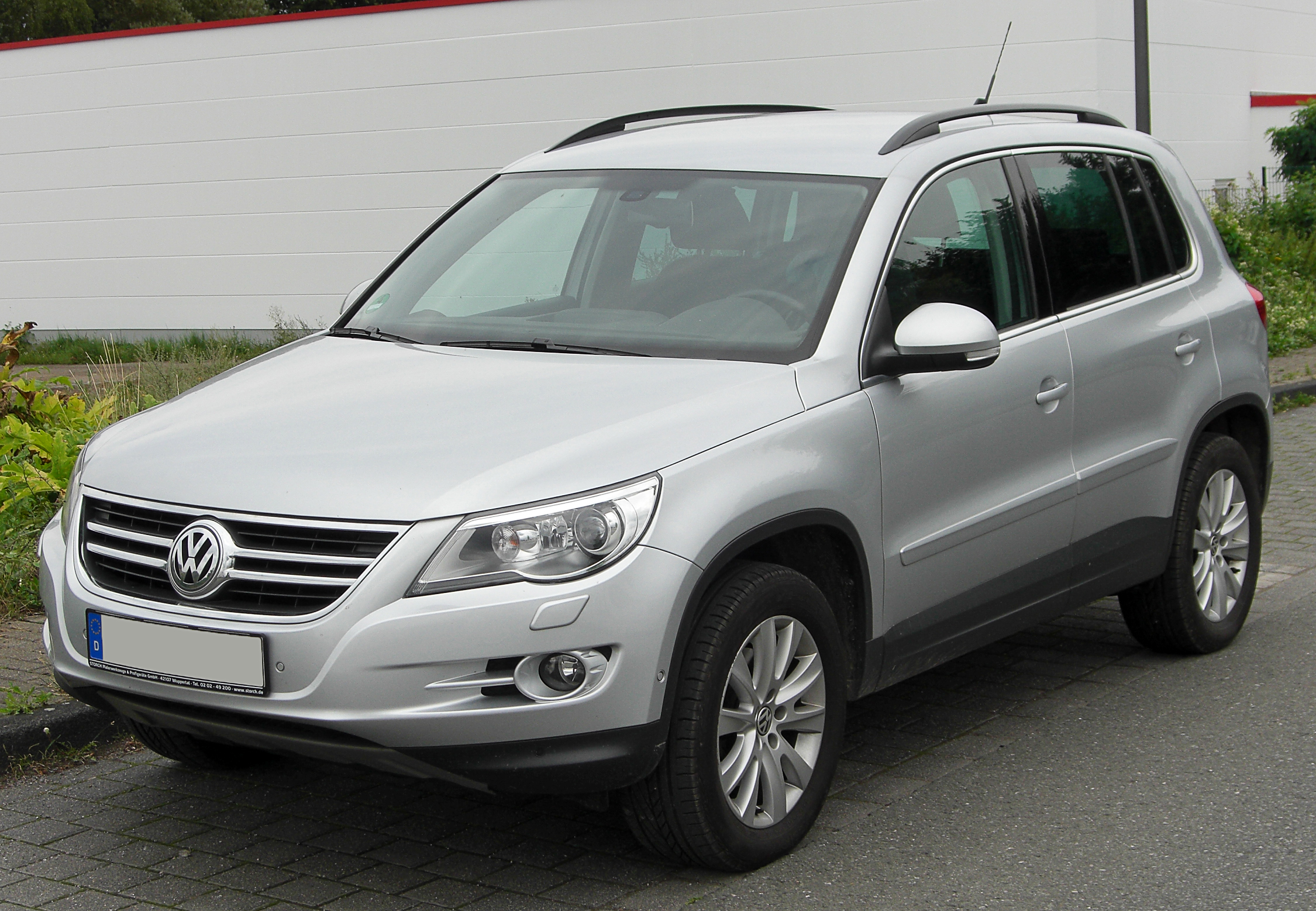
Volkswagen Tiguan 8/2008
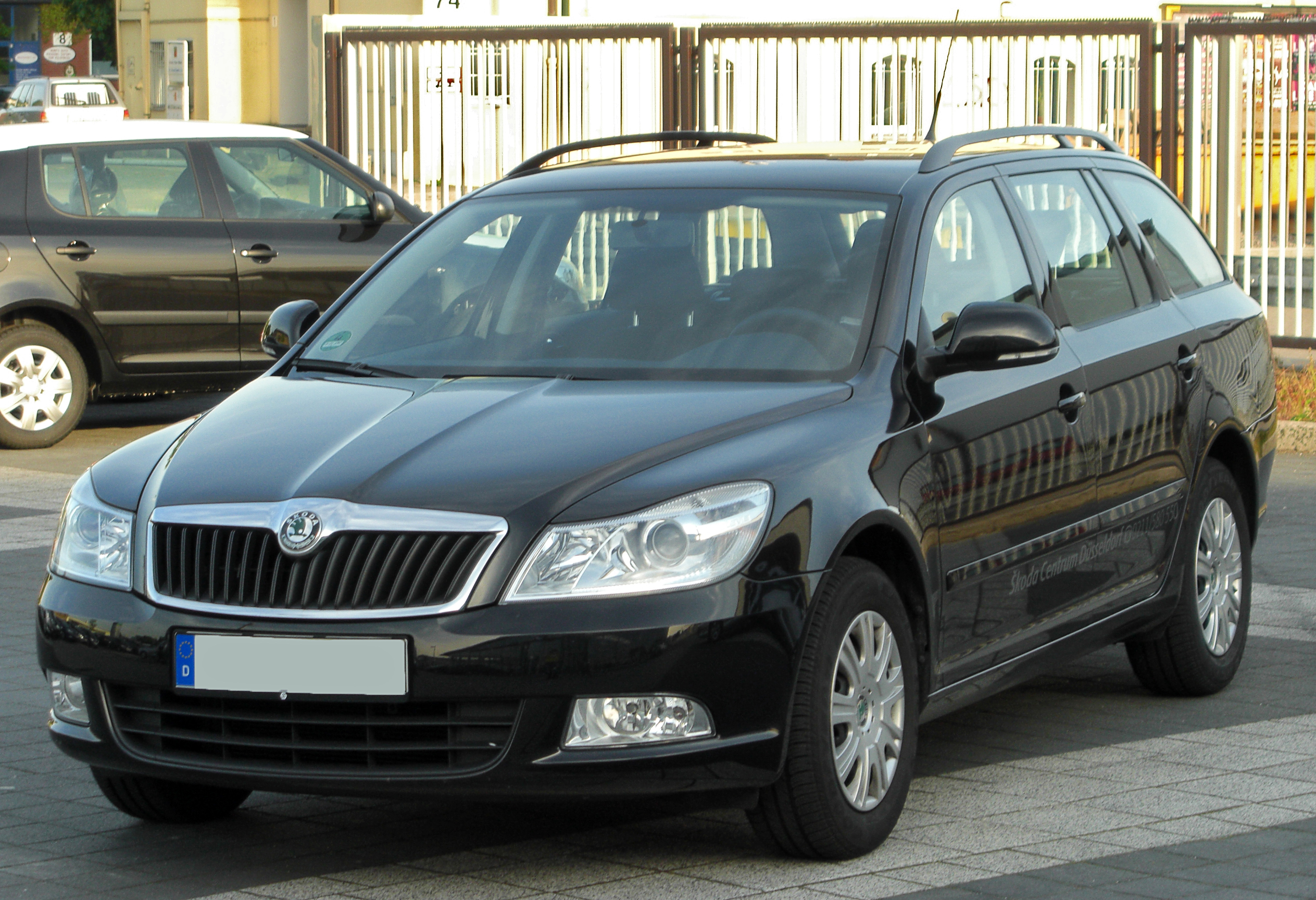
Škoda Octavia Combi seit 4/2010
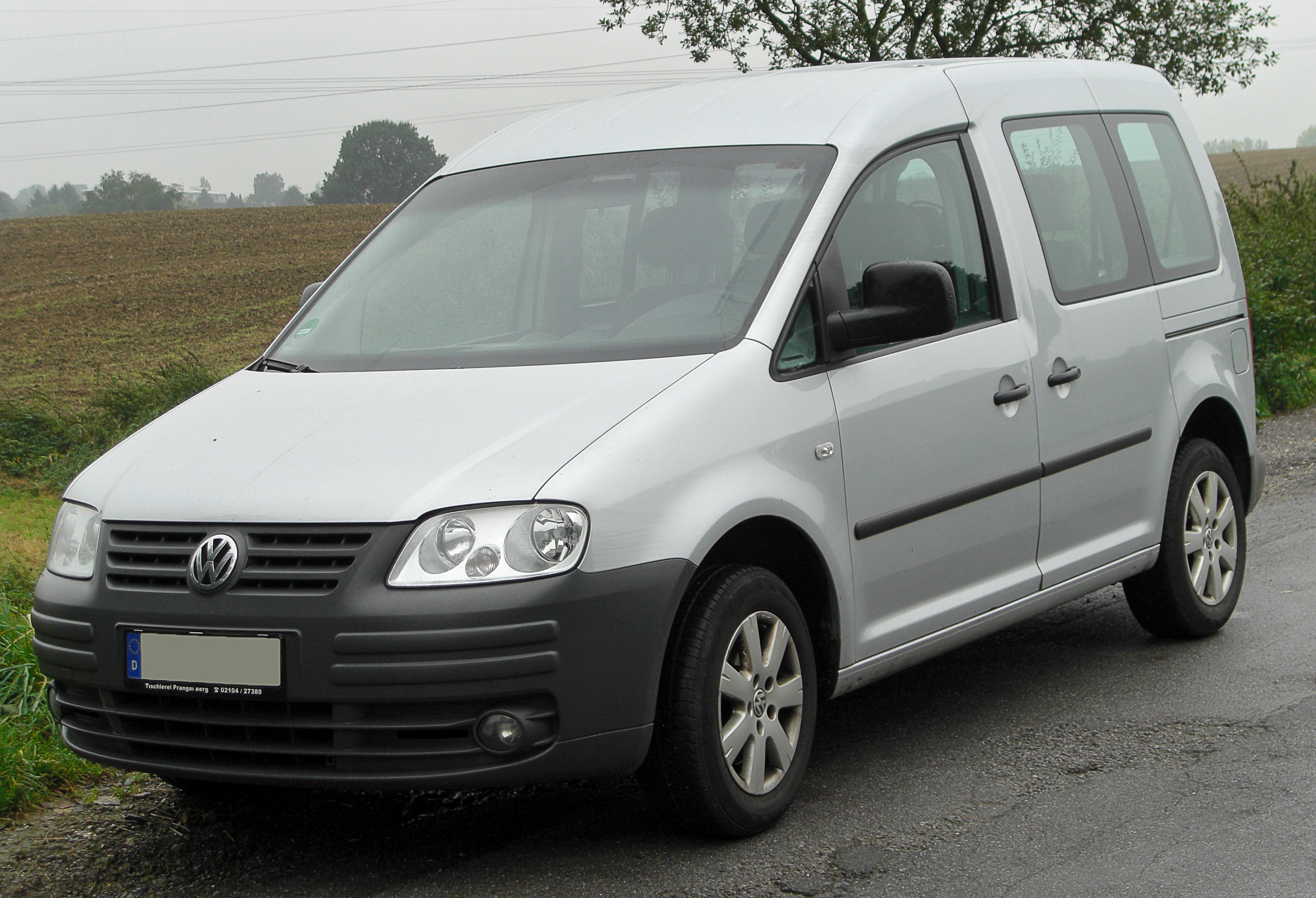
Volkswagen Caddy Life seit 7/2010
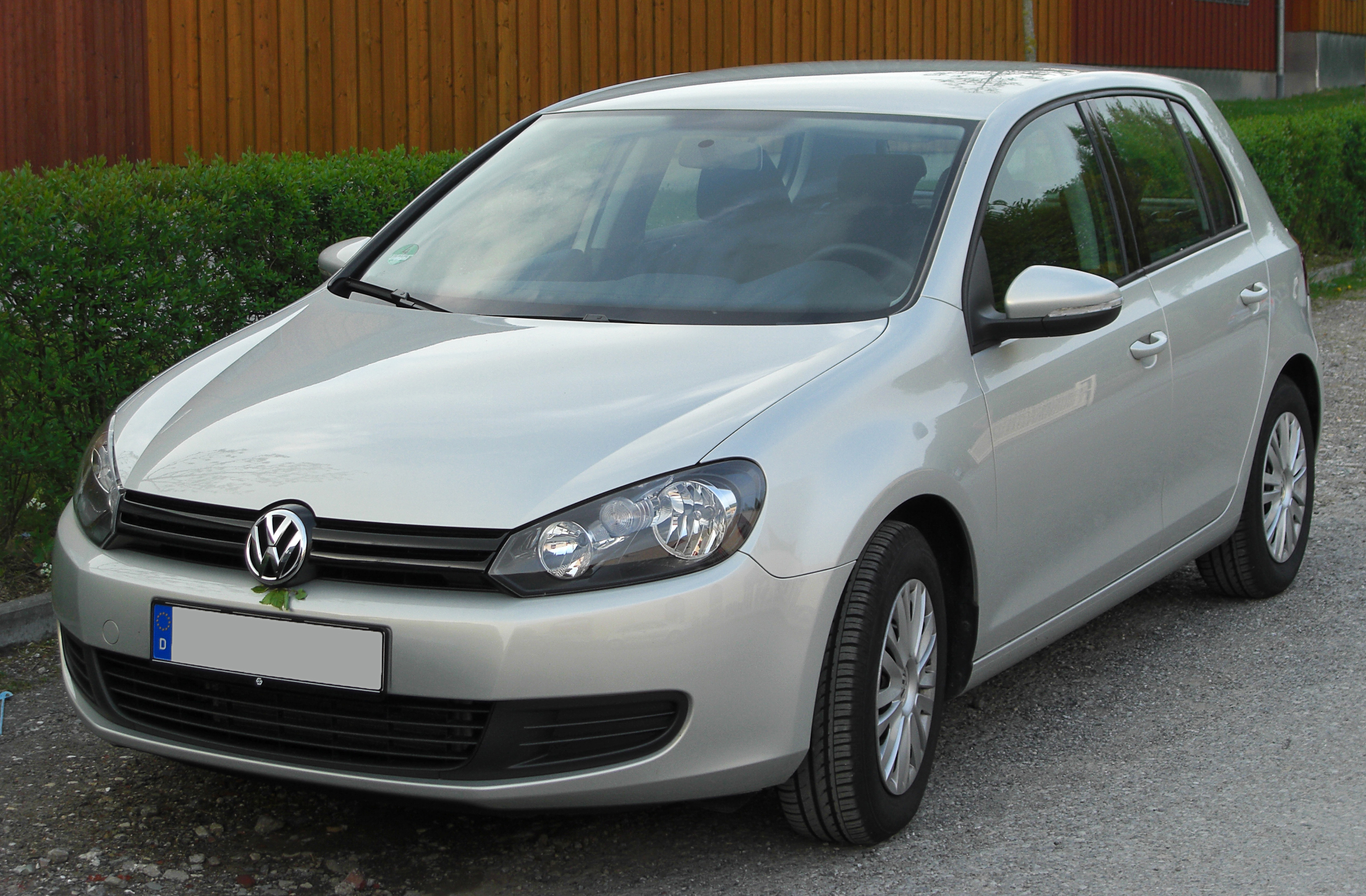
Volkswagen Golf seit 9/2010
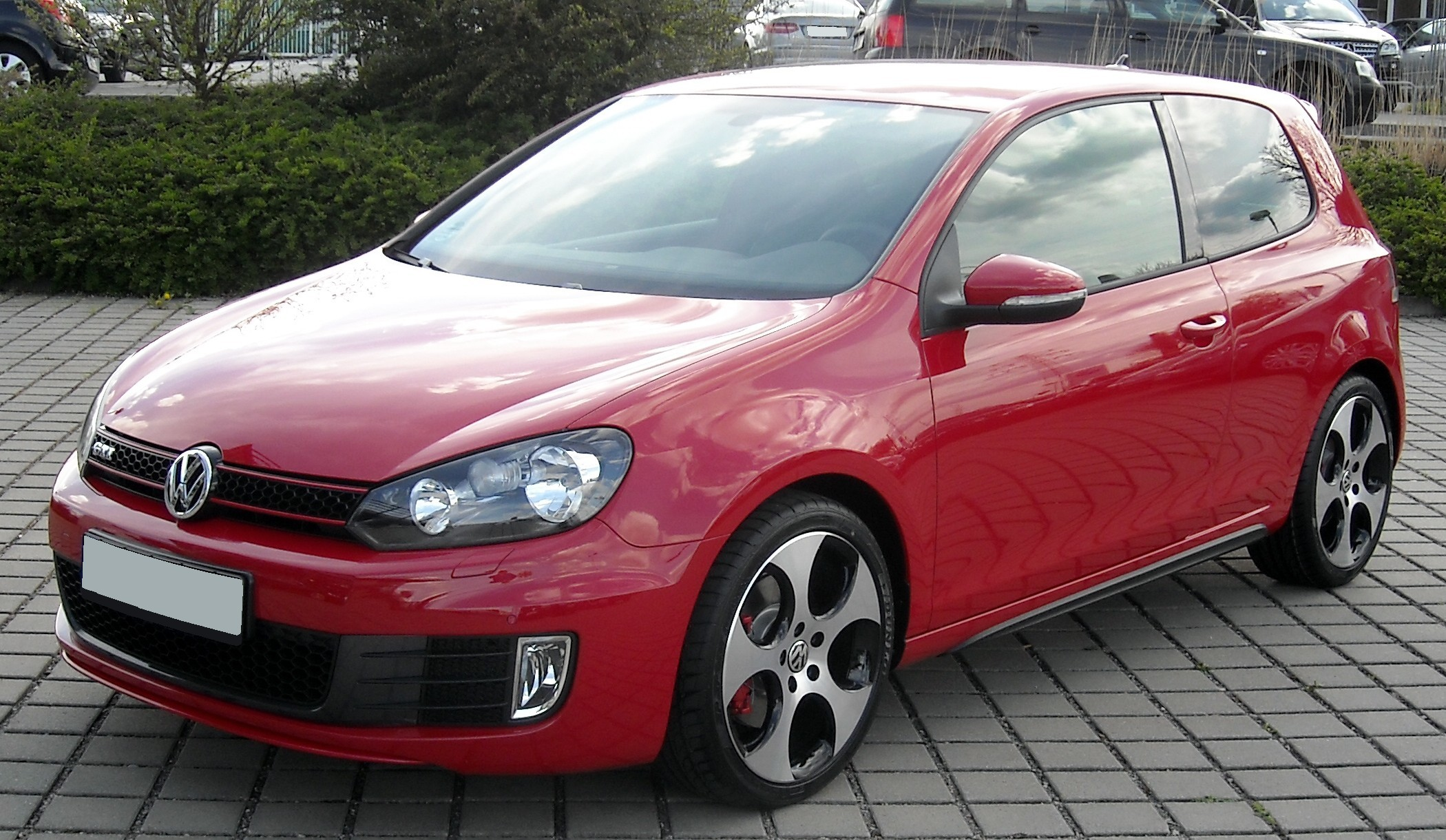
Volkswagen Golf GTI seit 9/2010
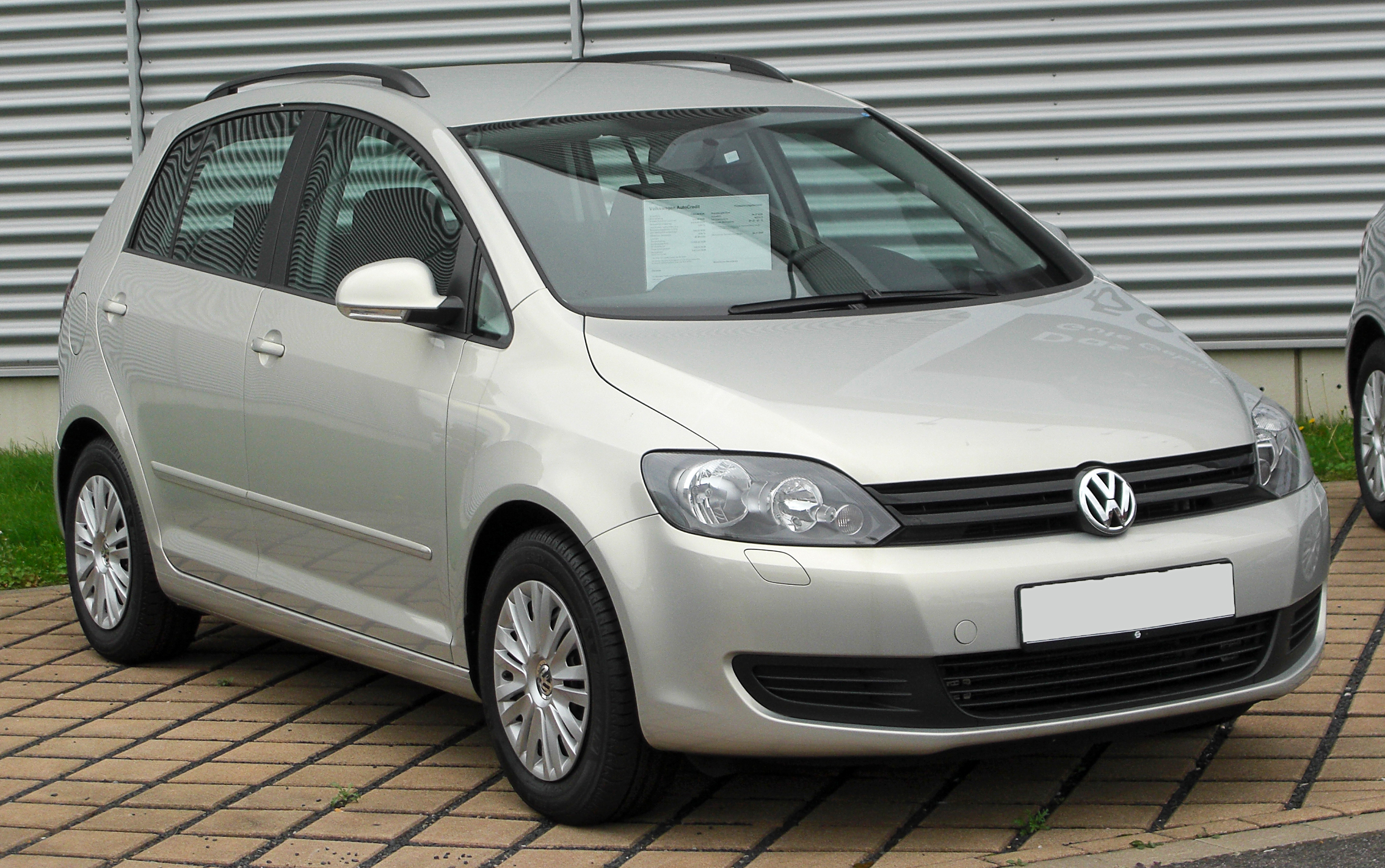
Volkswagen Golf Plus seit 9/2010
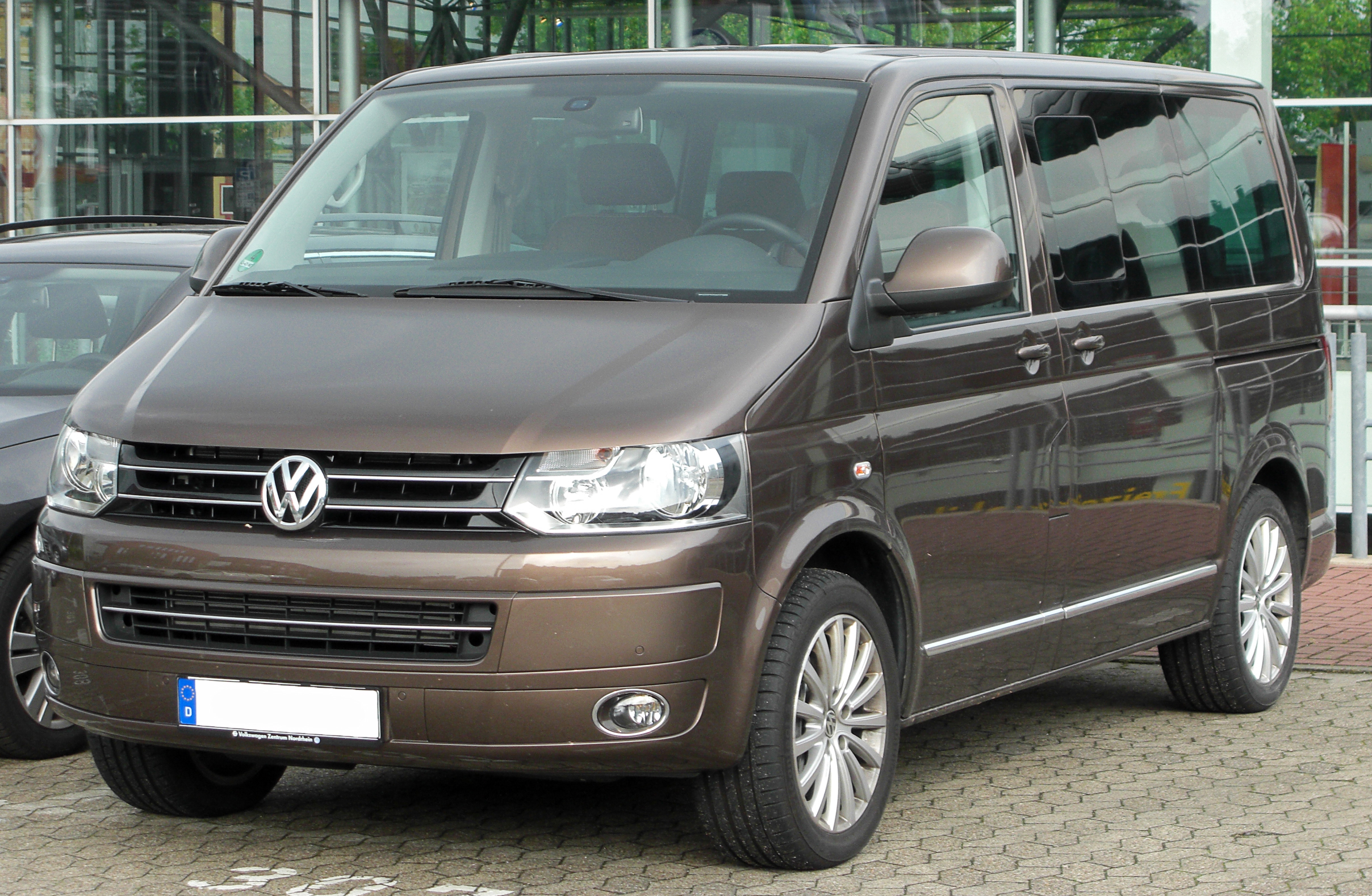
Volkswagen Multivan seit 9/2010
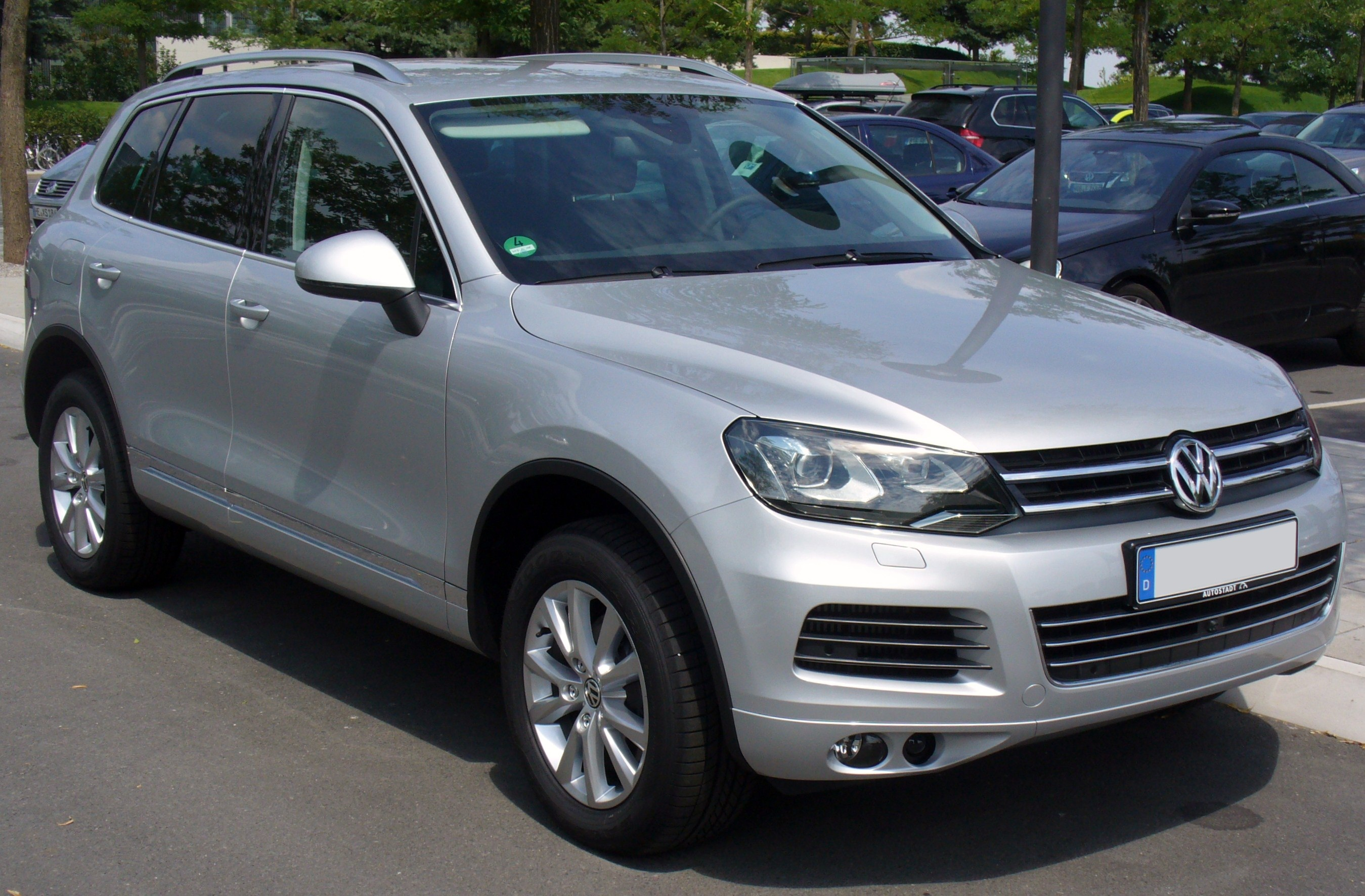
Volkswagen Touareg seit 9/2010
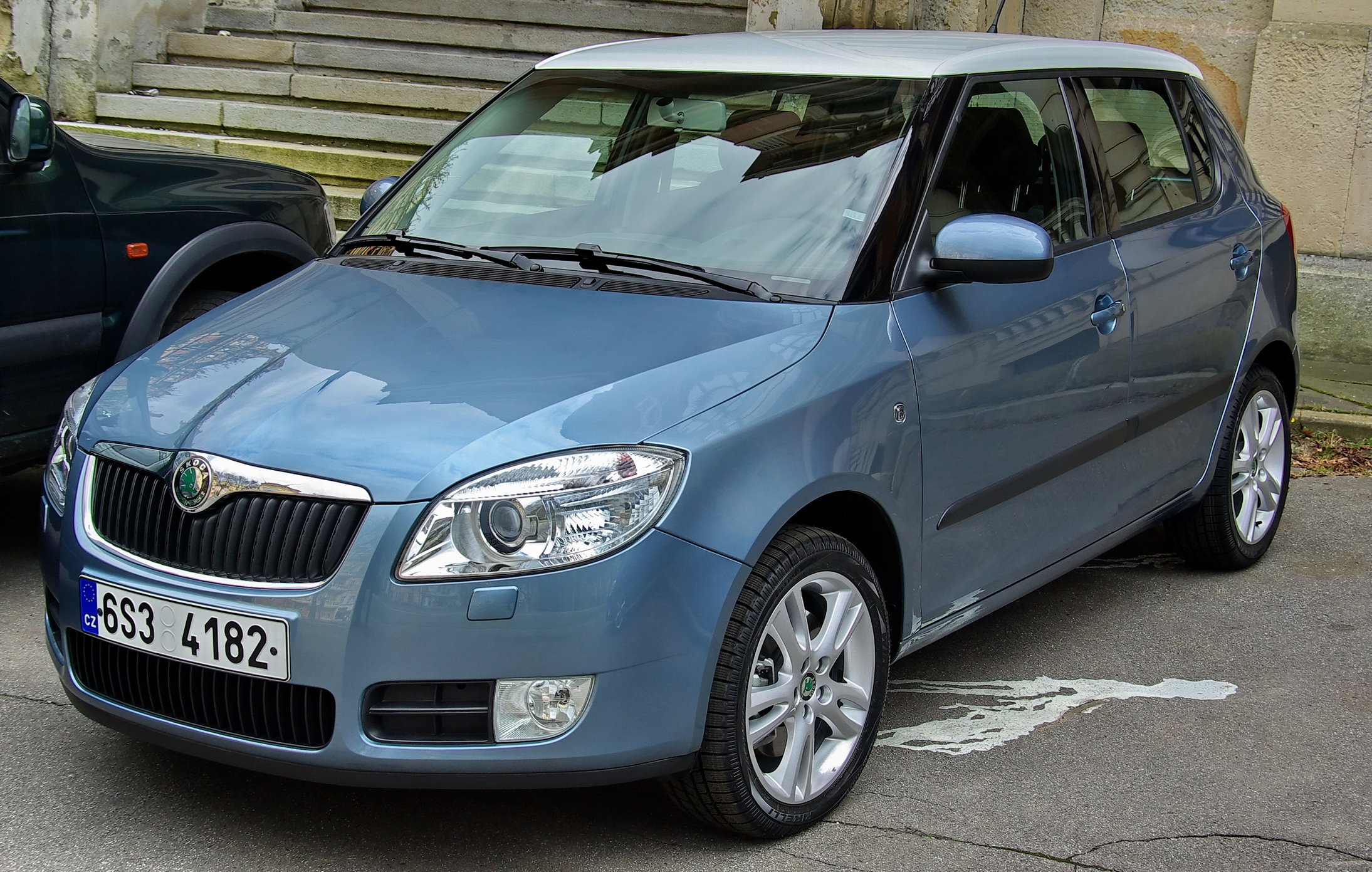
Škoda Fabia seit 10/2010